# Gorakshasana

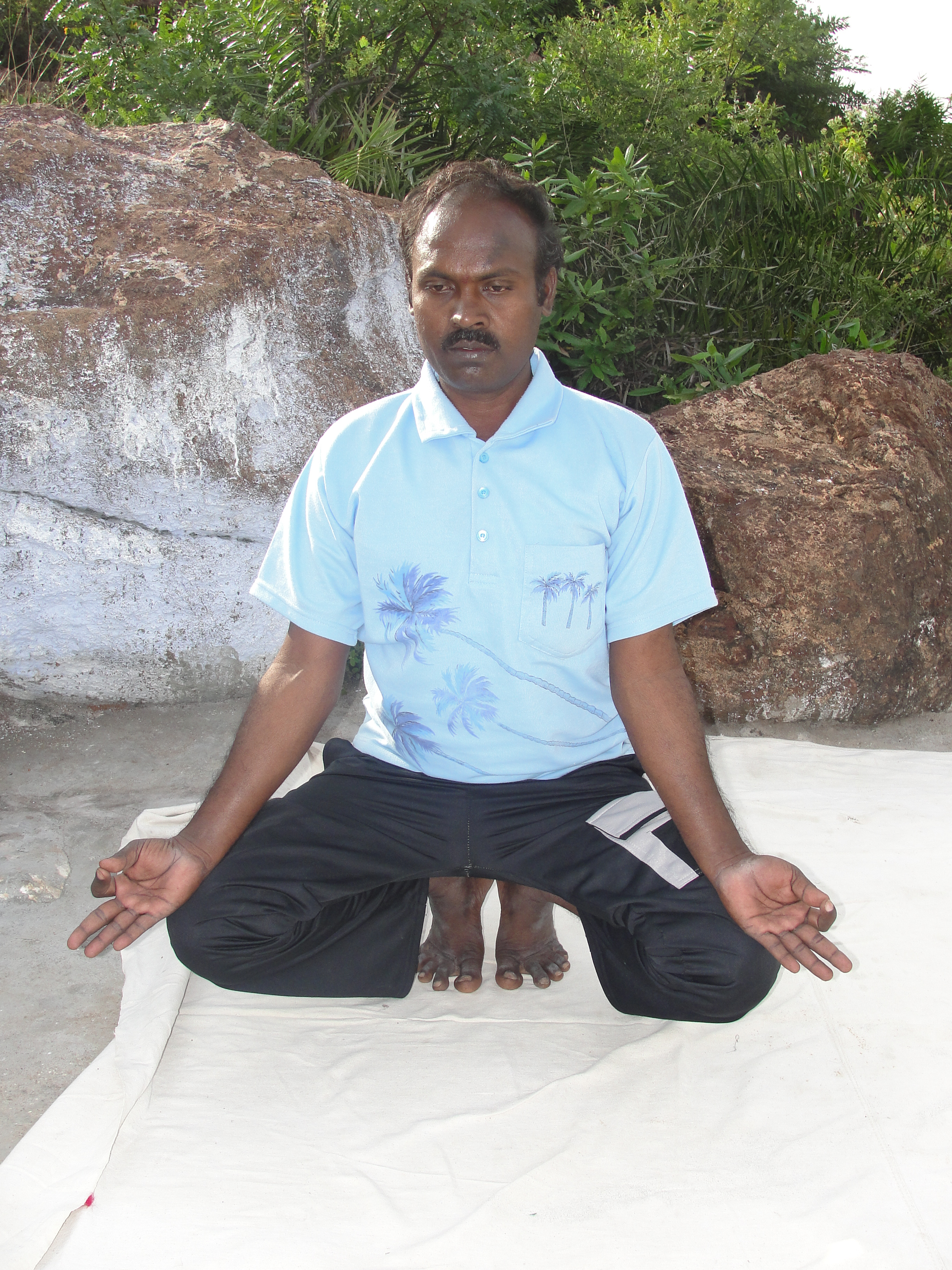
Gorakshasana

Gorakshasana ovvero "posizione di Goraksha", è una posizione di Hatha Yoga. Il nome deriva dal sanscrito Goraksha, grande maestro yoga allievo di Matsyendra e "asana" che significa "posizione". Goraksha significa anche "guardiano delle vacche", in quanto il grande yogin era considerato guardiano dell'animale più sacro dell'India.

## Scopo della posizione
La posizione consente un rafforzamento della muscolatura addominale e il raggiungimento dell'equilibrio.

## Posizione
Partendo dalla posizione seduta, incrociare quanto possibile le gambe allargando le ginocchia verso l'esterno e portando i piedi vicini alla pelvi, unendo gli alluci e i calcagni. Sollevare il bacino appoggiando a terra i piedi e le ginocchia; su di essi graverà tutto il peso del corpo, seduto sulle caviglie. Le mani si appoggiano sulle cosce.